# Roman Walijew
Roman Gasisowitsch Walijew (russisch Роман Газизович Валиев, engl. Transkription Roman Valiyev; * 27. März 1984 in Orenburg, Russische SFSR, UdSSR) ist ein ehemaliger kasachischer Leichtathlet, der sich auf den Dreisprung spezialisiert hatte, gelegentlich aber auch im Weitsprung antrat.

## Sportliche Laufbahn
Erste internationale Erfahrungen sammelte Roman Walijew im Jahr 2001, als er bei den Jugendweltmeisterschaften in Debrecen mit einer Weite von 14,41 m in der Qualifikation ausschied. 2004 qualifizierte er sich erstmals für die Teilnahme an den Olympischen Spielen in Athen, bei denen er aber in der Qualifikation ohne gültigen Versuch blieb. 2005 schied er bei der Sommer-Universiade in Izmir ohne einen gültigen Versuch in der Vorrunde aus und anschließend belegte er bei den Asienmeisterschaften in Incheon mit 16,26 m den Vierten Platz. Daraufhin siegte er bei den erstmals ausgetragenen Hallenasienspielen in Bangkok mit 7,84 m im Weitsprung sowie mit 16,51 m auch im Dreisprung. 2006 siegte er mit 16,24 m erstmals bei den Hallenasienmeisterschaften in Pattaya und nahm anschließend erstmals an den Asienspielen in Doha teil und gewann dort mit 16,98 m die Silbermedaille hinter dem Chinesen Li Yanxi.
2007 verteidigte er bei den Hallenasienspielen in Macau mit 16,57 m seinen Titel im Dreisprung und im Jahr darauf verteidigte er auch bei den Hallenasienmeisterschaften in Doha mit 16,32 m seinen Titel. Er qualifizierte sich erneut für die Teilnahme an den Olympischen Spielen in Peking, verpasste mit 16,20 m aber erneut den Einzug ins Finale. 2009 belegte er bei den Studentenweltspielen in Belgrad mit 16,59 m den achten Platz und siegte anschließend bei den Hallenasienspielen in Hanoi mit 16,60 m zum dritten Mal in Folge und siegte kurz darauf auch bei den Asienmeisterschaften in Guangzhou mit einem Sprung auf 16,70 m. 2010 gewann er bei den Hallenasienmeisterschaften in Teheran mit 16,25 m die Bronzemedaille hinter dem Chinesen Dong Bin und Nobuaki Fujibayashi aus Japan. Beim Continentalcup in Split wurde er mit 15,81 m Achter und bei den Asienspielen in Guangzhou erreichte er mit 16,51 m Rang sechs.
2011 gewann er bei den Asienmeisterschaften in Kōbe mit 16,62 m die Bronzemedaille hinter seinem Landsmann Jewgeni Ektow und Li Yanxi aus China. Im Jahr darauf belegte er bei den Hallenasienmeisterschaften in Hangzhou mit 16,22 m den vierten Platz und schied anschließend bei den Olympischen Spielen in London mit 16,23 m ein weiteres Mal in der Qualifikation aus. 2013 wurde er bei den Asienmeisterschaften in Pune mit 16,55 m Vierter und kam bei den Weltmeisterschaften in Moskau mit 16,43 m nicht über die erste Runde hinaus. Im darauffolgenden Jahr gewann er bei den Hallenasienmeisterschaften in Hangzhou mit einer Weite von 16,16 m die Silbermedaille hinter dem Chinesen Fu Haitao und scheiterte anschließend bei den Hallenweltmeisterschaften in Sopot mit 16,22 m in der ersten Runde. Im Oktober nahm er erneut an den Asienspielen in Incheon teil, brachte dort aber keinen gültigen Versuch zustande. 
2015 gewann er bei den Asienmeisterschaften in Wuhan mit 16,67 m die Bronzemedaille hinter dem Südkoreaner Kim Deok-hyeon und Cao Shuo aus China und schied anschließend bei den Weltmeisterschaften in Peking mit 16,04 m in der Qualifikation aus. Im Jahr darauf feierte er bei den Hallenasienmeisterschaften in Doha mit 16,69 m seinen dritten Hallentitel und erreichte anschließend bei den Hallenweltmeisterschaften in Portland mit 15,54 m Rang 15. Im August nahm er zum vierten Mal an den Olympischen Spielen in Rio de Janeiro teil, scheiterte dort aber zum vierten Mal in der Qualifikation und brachte diesmal keinen gültigen Versuch zustande. 2017 belegte er bei den Asienmeisterschaften in Bhubaneswar mit 15,87 m den achten Platz und 2018 beendete er in Almaty seine aktive sportliche Karriere im Alter von 34 Jahren.
In den Jahren 2001, 2004 und 2005, 2012 und 2013 sowie von 2015 bis 2017 wurde Walijew kasachischer Meister im Dreisprung im Freien sowie 2005 und 2008 sowie 2012 und 2018 auch in der Halle. Zudem siegte er 2004 im Weitsprung im Freien sowie von 2004 bis 2006 auch in der Halle.

## Persönliche Bestleistungen
- Weitsprung: 7,87 m (+1,5 m/s), 29. Mai 2004 in Bischkek
  - Weitsprung (Halle): 7,84 m, 13. November 2005 in Bangkok
- Dreisprung: 17,20 m (+0,2 m/s), 18. Juni 2012 in Almaty
  - Dreisprung (Halle): 17,00 m, 15. Februar 2015 in Öskemen